# Parabactridium mirum
Parabactridium mirum är en insektsart som beskrevs av Ludwig Redtenbacher 1908. Parabactridium mirum ingår i släktet Parabactridium och familjen Phasmatidae. Inga underarter finns listade i Catalogue of Life.